# Трансценденталізм
Трансценденталізм — напрям філософії, який вивчає те, що лежить за межами досвіду, те що неможливо пізнати зважаючи на досвід. Відомий у світі завдяки «американському трансценденталізму» — групі нових ідей у літературі, релігії, культурі і філософії, які зародилися у Новій Англії у першій половині XIX ст.
Найвідомішими трансценденталістами були Ральф Волдо Емерсон, Генрі Торо, Волт Вітмен, Джордж Ріплі, Теодор Паркер, Маргарет Фуллер, Елізабет Пібоді та Амос Бронсон Алкотт. Вони сприйняли ідеї німецької філософії Іммануїла Канта та Ґеорґа Геґеля, а також погляди британських романтиків Семюела Колріджа та Томаса Карлайла.
Трансценденталісти виступали з критикою «буржуазної» цивілізації. На противагу їй було створено утопічну колонію «Брукфарм». Після провалу цього експерименту та смерті Маргарет Фуллер рух припинив своє існування.

## Основні ідеї
- соціальна рівність «рівних перед Богом» людей,
- духовне самовдосконалення,
- близькість до природи, що очищає людину від «вульгарно-матеріальних» інтересів,
- інтуїтивне осягнення макрокосму через мікрокосм.

## Витоки
Коріння трансценденталізму знаходиться у філософії Іммануїла Канта, Фрідріха Шеллінга (та німецького ідеалізму взагалі), яку інтелектуали Нової Англії початку XIX сторіччя приймали як альтернативу сенсуалізму Джона Локка їх батьків чи утилітаризму, знаходячи цю альтернативу у ведичних знаннях, німецькому ідеалізмі та англійському романтизмі.
Трансценденталісти були в основному не обізнані з оригінальною німецькою філософією, і покладалися на роботи Томаса Карлайла, Семюеля Тейлора Колріджа, Віктора Кузена та інших англійських та французьких коментаторів. На противагу цьому вони дуже добре розумілися на англійському романтизмі й трансцендентний рух може бути описаний як пізніший американський розвиток романтизму. Також великий вплив мав Еммануїл Сведенборг.

## Історія розвитку

### Виникнення

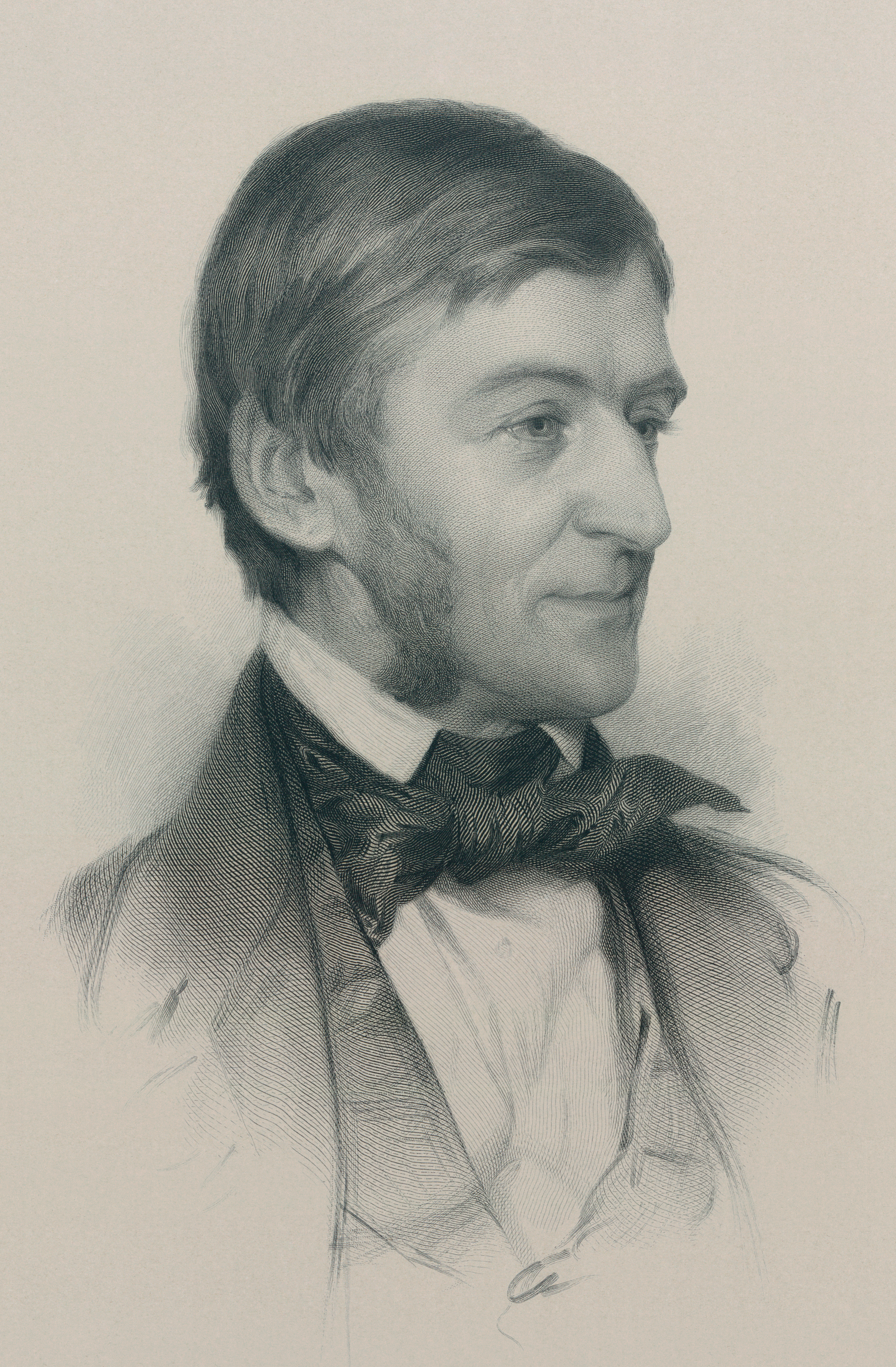
Ральф Волдо Емерсон, гравюрий портрет, 1878

Публікація есе «Природа», написаного Емерсоном у 1836 році, зазвичай вважається моментом створення трансценденталізму.
Трансценденталізм з'явився як форма протесту проти загального рівня культури у суспільстві, а особливо проти концепції інтелектуалізму у Гарварді і доктрини утилітаризму яку викладали у гарвардській школі богослов'я. Серед головних переконань трансценденталістів виступала ідея духовного стану який лежить за межами фізичного й емпіричного і може бути пізнаний лише через інтуїцію. Світу «метушні» вони протиставляли самовдосконалення, духовну свободу особистості, яке може бути досягнуто через пантеїстичне відчуття природи, засвоєння інших гуманітарних наук.
Наступним етапом розвитку цього суспільно-політичного руху стало відкриття Трансцендентального клубу 8 вересня 1836 року у місті Кембридж штат Массачусетс. Його засновниками стали відомі у Новій Англії інтелектуали Джордж Путман, Ральф Уолдо Емерсон та Фредерік Хедж. З 1840 вони почали часто друкуватися у своєму журналі Циферблат та інших виданнях. Спочатку цей рух образливо назвали «трансценденталізмом» вказуючи на те що їхні погляди були далекі від здорового глузду.

### Брукфарм
Деякі з трансценденталістів зв'язували рух з утопічними змінами у суспільстві, і у випадку Орестеса Броунсона ідеї трансценденталістів злилися з раннім соціалізмом. У той час інші бачили рух як дуже індивідуальний та ідеалістичний проект. Емерсон належав до других. У своїй лекції «Трансценденталіст» (1842 року) він висунув ідею, що чисто трансценденталістичний погляд на життя неможливо досягти на практиці.
Спроби практично реалізувати утопічні цілі трансценденталістів призвели до створення утопічної колонії «Брукфарм» у Вест Роксбері, штат Массачусетс у 1840 році. Через численні розмежування та різні погляди на існування колонії вона вже дуже скоро (у 1847 році) припинила своє існування.
На початку 50-х років XIX ст. Емерсон розчарувався у русі, особливо після смерті Маргарет Фуллер у 1850 році. Емерсон писав: «Все, що можна сказати, це те, що вона представляла цікавий час і групу у американській культивації».

## Критика
Натаніель Готорн написав роман The Blithedale Romance (1852), де сатирично описав своє життя у «Брукфарм», це був недовгий утопічний експеримент заснований на трансцендентних принципах. Едгар Алан По дуже не любив трансценденталізм, називаючи його послідовників «жабами зі ставка» (за ставком у Бостоні). Одна з його історій «Never Bet the Devil Your Head» це очевидна атака на трансценденталізм, яку автор називає «захворювання». Оповідання особливо виділяє послідовників руху та їх журнал The Dial, хоча По заперечував будь-які цілі свого твору.

## Вплив на інші рухи
Основна віра трансценденталістів полягала у могутності особистості та Божого послання. Їхні вірування тісно пов'язані з романтизмом.
Рух напряму вплинув на зростання філософії Нового мислення. Цей рух напряму виходить з ідей трансценденталістів, особливо Емерсона, якого його послідовники вважають «батьком». На Ернеста Холмса засновник Церкви релігійної науки суттєво вплинули ідеї трансценденталістів.

## Інші значеннятрансцендентної філософії

### Трансцендентальний ідеалізм
Поняття трансценденталізм іноді позначає трансцендентальний ідеалізм, що є філософією Іммануїла Канта та інших німецьких філософів.